# Internationale Cricket-Saison 1982
Die internationale Cricket-Saison 1982 fand zwischen Mai 1982 und September 1982 statt. Als Sommersaison wurden vorwiegend Heimspiele der Mannschaften aus Europa ausgetragen.

## Überblick

### Internationale Touren
| Beginn        | Heimteam | Auswärtsteam | Resultate | Resultate | Artikel |
| Beginn        | Heimteam | Auswärtsteam | Test      | ODI       | Artikel |
| ------------- | -------- | ------------ | --------- | --------- | ------- |
| 2. Juni 1982  | England  | Indien       | 1–0 [3]   | 0–2 [2]   | Artikel |
| 17. Juli 1982 | England  | Pakistan     | 2–1 [3]   | 2–0 [2]   | Artikel |

## Nationale Meisterschaften
Aufgeführt sind die nationalen Meisterschaften der Full Member des ICC.
| Land    | First-Class                | List A              |
| ------- | -------------------------- | ------------------- |
| England | County Championship 1982   | NatWest Trophy 1982 |
|         | John Player League 1982    |                     |
|         | Benson and Hedges Cup 1982 |                     |